# 最好打給索爾
《最好打給索爾》（"Better Call Saul"）是美國電視劇《絕命毒師》第二季的第八集，本集由彼得·古爾德編劇，泰瑞·麥克多諾執導。
本集是鮑勃·奧登科克在劇中飾演的刑事律師索爾·古德曼的首次登場。他在第三季晉升為主要角色，並一直留在該劇中直到倒數第二集，隨後在前傳劇集《絕命律師》中再次扮演該角色。

## 情節
在阿布奎基警方的偽裝行動中，布蘭登·「小獾」·麥休被捕後，華特·懷特和傑西·平克曼開始考慮聘請一名名為索爾·古德曼的亡命律師。索爾已經主動提出成為小獾的法律顧問，並發現美國緝毒局（DEA）希望小獾能揭發出「海森堡」（華特的化名）的真實身份。華特冒充小獾的舅舅，前往索爾的辦公室，得知索爾建議小獾認罪以避免入獄。華特試圖賄賂索爾，希望讓索爾阻止小獾坦白，但索爾拒絕了。
華特和傑西綁架了索爾，威脅說如果他不阻止小獾告發他們，就要殺死他。起初，索爾以為他們是由一個叫做「拉洛」的人派來的，後因華特的咳嗽聲而認出他們。索爾告訴兩人有一個叫做吉米·基爾凱利的人，他以替人頂替入獄謀取報酬，並提議讓他代替海森堡出面。當小獾跟他進行交易時，DEA逮捕了基爾凱利，但漢克·史瑞德並不完全相信。後來，索爾去學校拜訪華特的時候，告訴他他太容易被找到了。索爾主動提出讓華特聘請他為全職的法律顧問幫助他隱藏行蹤。
斯凱勒·懷特在星期六上班，華特注意到她對泰德的工作特別穿著得體。看到漢克將自己封閉在家中，華特給了他一場激勵性的演講，談到自己自被診斷患有肺癌末期以來，生活中就沒有恐懼。這有助於漢克離開家，但他仍然經歷恐慌發作。與此同時，傑西與珍發生了關係，得知她正在康復戒毒。稍後，傑西為他的公寓訂購了一張床墊，他和珍再次發生了關係。

## 製作
該集由彼得·古爾德編劇，特里·麥克唐納執導，並於2009年4月26日在美國和加拿大的AMC播出。